# Oreosparte celebica
Oreosparte celebica är en oleanderväxtart som beskrevs av Rudolf Schlechter. Oreosparte celebica ingår i släktet Oreosparte och familjen oleanderväxter. Inga underarter finns listade i Catalogue of Life.